# U 107 (U-Boot, 1940)
U 107 war ein deutsches U-Boot vom Typ IX B, das im Zweiten Weltkrieg von der deutschen Kriegsmarine eingesetzt wurde.

## Geschichte
Der Auftrag für das Boot wurde am 24. Mai 1938 an die AG Weser in Bremen vergeben. Die Kiellegung erfolgte am 6. Dezember 1939, der Stapellauf am 2. Juli 1940, die Indienststellung unter Kapitänleutnant Günter Hessler fand schließlich am 8. Oktober 1940 statt. Wie die meisten deutschen U-Boote seiner Zeit hatte auch U 107 ein bootsspezifisches Zeichen, das am Turm und von der Besatzung an Mützen und Schiffchen getragen wurde. Es handelte sich um vier Asse. Die Besatzung hatte sich für dieses Symbol entschieden, da Kommandant Hessler ein begeisterter Patience-Spieler war.
Das Boot gehörte nach seiner Indienststellung am 8. Oktober 1940 bis zum 31. Dezember 1940 als Ausbildungsboot zur 2. U-Flottille in Wilhelmshaven. Nach der Ausbildung gehörte U 107 vom 1. Januar 1941 bis zu seiner Versenkung am 18. August 1944 als Frontboot zur 2. U-Flottille in Wilhelmshaven bzw. Lorient.

## Einsatz und Geschichte
U 107 absolvierte während seiner Dienstzeit 13 Unternehmungen, auf denen 39 Schiffe mit einer Gesamttonnage von 217.786 BRT versenkt und ein Schiff mit 10.068 BRT beschädigt wurde.

### Erste Unternehmung

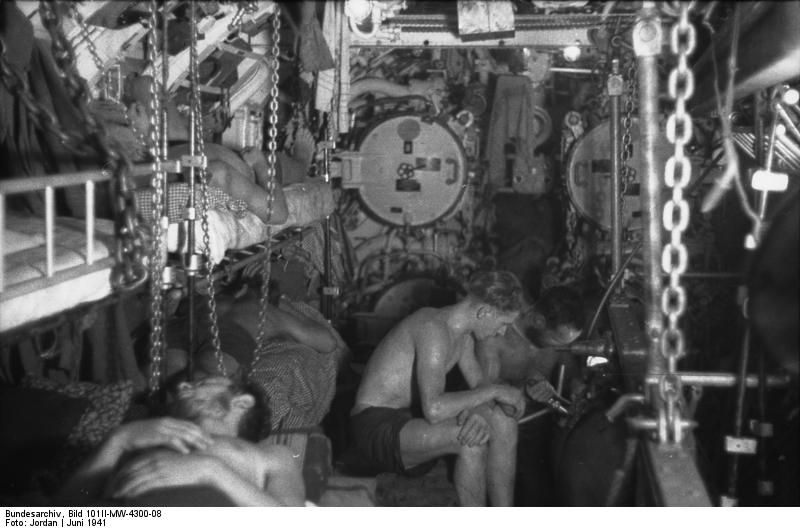
Der Bugraum von U 107

Das Boot lief am 24. Januar 1941 um 8.50 Uhr von Wilhelmshaven aus und lief am 1. März 1941 um 10.00 Uhr in Lorient ein. Auf dieser 46 Tage dauernden und zirka 5.420 sm über und 108 sm unter Wasser langen Unternehmung in den Nordatlantik sowie westlich des Nordkanals und Irlands wurden vier Schiffe mit 18.482 BRT versenkt.
- 3. Februar 1941: Versenkung des britischen Dampfers Empire Citizen (Lage) mit 4.683 BRT. Der Dampfer wurde durch zwei Torpedos versenkt. Er hatte Stückgut sowie zwölf Passagiere an Bord und befand sich auf dem Weg von Liverpool nach Rangoon. Das Schiff war ein Nachzügler des Konvois OB-279 mit 39 Schiffen. 66 Crewmitglieder und zwölf Passagiere wurden getötet, fünf Crewmitglieder wurden gerettet.
- 3. Februar 1941: Versenkung des britischen Dampfers Crispin (Lage) mit 5.051 BRT. Der Dampfer wurde durch einen Torpedo versenkt. Die Crispin war ein Kommando- und Rettungsschiff. Es gehörte zum aufgelösten Konvoi OB-280 mit 27 Schiffen. Es gab keine Verluste, 121 Überlebende.
- 6. Februar 1941: Versenkung des kanadischen Dampfers Maplecourt (Lage) mit 3.388 BRT. Der Dampfer wurde durch einen Torpedo versenkt. Er hatte 3.604 t Stückgut inklusive 1.540 t Stahl geladen und befand sich auf dem Weg von Montreal über Sydney nach Preston. Das Schiff war ein Nachzügler des Konvois SC-20 mit 42 Schiffen. Es war ein Totalverlust mit 37 Toten.
- 24. Februar 1941: Versenkung des britischen Dampfers Manistee (Lage) mit 5.360 BRT. Der Dampfer wurde durch zwei Torpedos versenkt. Die Manistee war ein Kommando- und Rettungsschiff. Sie gehörte zum Konvoi OB-288 mit 46 Schiffen.

### Zweite Unternehmung

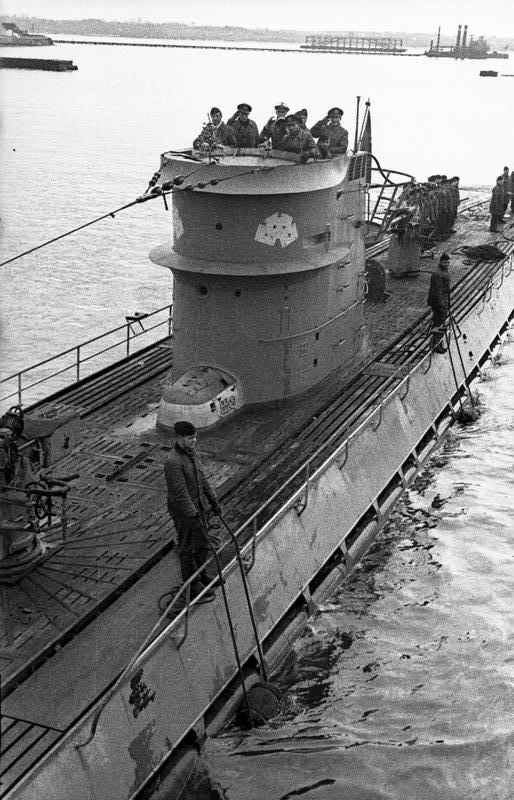
U 107 in Lorient (1941)

Das Boot lief am 29. März 1941 um 19.30 Uhr von Lorient aus und lief am 2. Juli 1941 um 10.53 Uhr wieder dort ein. Auf dieser 106 Tage dauernden und 15.744 sm über und 173 sm unter Wasser langen Unternehmung, wurden 14 Schiffe mit 86.699 BRT versenkt. U 107 wurde am 3. Mai 1941 von dem Versorger Nordmark mit Brennstoff und Proviant versorgt, sowie vom 9. bis zum 10. Mai 1941 vom Versorger Egerland mit Torpedos und Brennstoff. Diese Feindfahrt von U 107 war die erfolgreichste Einzelunternehmung des Krieges.
- 8. April 1941: Versenkung des britischen Dampfers Eskdene (Lage) mit 3.829 BRT. Der Dampfer wurde durch einen Torpedo und Artillerie versenkt. Er hatte 5.167 t Kohle sowie Stückgut geladen. Das Schiff gehörte zum Konvoi OG-57 mit 37 Schiffen. Es gab keine Verluste, 39 Überlebende.
- 8. April 1941: Versenkung des britischen Dampfers Helena Margareta (Lage) mit 3.316 BRT. Der Dampfer wurde durch einen G7e-Torpedo versenkt. Er fuhr in Ballast und war auf dem Weg vom Tyne nach Takoradi. Das Schiff gehörte zum aufgelösten Konvoi OG-57 mit 37 Schiffen. Es gab 27 Tote und neun Überlebende.
- 9. April 1941: Versenkung des britischen Dampfers Harpathian (Lage) mit 4.671 BRT. Der Dampfer wurde durch einen G7e-Torpedo versenkt. Er hatte Güter für die britische Luftwaffe (RAF) geladen und befand sich auf dem Weg von Middlesbrough und dem Clyde nach Freetown. Das Schiff gehörte zum Konvoi OG-57 mit 57 Schiffen. Es gab vier Tote und 39 Überlebende.
- 10. April 1941: Versenkung des britischen Tankers Duffield (Lage) mit 8.516 BRT. Der Tanker wurde durch drei G7e-Torpedos versenkt. Er hatte 11.700 t Heizöl geladen und befand sich auf dem Weg von Curaçao nach Gibraltar. Das Schiff gehörte zum Konvoi OG-57 mit 35 Schiffen. Es gab 25 Tote und 28 Überlebende.
- 21. April 1941: Versenkung des britischen Dampfers Calchas (Lage) mit 10.305 BRT. Der Dampfer wurde durch zwei Torpedos versenkt. Er hatte 9.000 t Stückgut inklusive Weizen, Butter, Mehl, Stahl sowie neun Passagiere an Bord und befand sich auf dem Weg von Sydney (Nova Scotia) über Freetown (Sierra Leone) nach Liverpool. 23 Crewmitglieder und ein Passagier kamen ums Leben, 88 Mann überlebten.
- 30. April 1941: Versenkung des britischen Motorschiffes Lassell (Lage) mit 7.417 BRT. Das Schiff wurde durch einen Torpedo versenkt. Es hatte 7.000 t Stückgut geladen und befand sich auf dem Weg von Liverpool nach Rio de Janeiro und Buenos Aires. Das Schiff gehörte zum Konvoi OB-309 mit 49 Schiffen. Es gab 17 Tote und 36 Überlebende. Von den 36 Überlebenden kamen 15 bei der Versenkung des Dampfers Benvrackie um, der von U 105 versenkt wurde.
- 17. Mai 1941: Versenkung des niederländischen Tankers Marisa (Lage) mit 8.029 BRT. Der Tanker wurde durch zwei Torpedos und Artillerie versenkt. Er fuhr in Ballast und war auf dem Weg von Freetown (Sierra Leone) nach Curacao. Es gab drei Tote und 46 Überlebende.
- 18. Mai 1941: Versenkung des britischen Dampfers Piako (Lage) mit 8.286 BRT. Der Dampfer wurde durch zwei Torpedos versenkt. Er hatte 7.100 t Gefrierfleisch, 1.500 t Zink, 24 Säcke Post, 1.500 t Butter sowie 1.500 t Fleisch geladen und befand sich auf dem Weg von Albany über Freetown (Sierra Leone) nach Liverpool. Es gab zehn Tote und 65 Überlebende.
- 27. Mai 1941: Versenkung des britischen Dampfers Colonial (Lage) mit 5.108 BRT. Der Dampfer wurde durch zwei G7a-Torpedos versenkt. Er hatte 3.500 t Stückgut geladen und befand sich auf dem Weg von Liverpool über Freetown (Sierra Leone) nach Beira. Das Schiff gehörte zum aufgelösten Konvoi OB-316 mit 38 Schiffen. Es gab keine Verluste, 100 Überlebende.
- 28. Mai 1941: Versenkung des griechischen Dampfers Papalemos (Lage) mit 3.748 BRT. Der Dampfer wurde durch einen G7a-Torpedo und Artillerie versenkt. Er hatte 5.460 t Getreide geladen und befand sich auf dem Weg von Freetown (Sierra Leone) nach Großbritannien. Es gab zwei Tote und 27 Überlebende.
- 31. Mai 1941: Versenkung des britischen Dampfers Sire (Lage) mit 5.664 BRT. Der Dampfer wurde durch einen G7a-Torpedo versenkt. Er fuhr in Ballast und war auf dem Weg von Las Palmas nach Pepel (Sierra Leone). Das Schiff gehörte zum aufgelösten Konvoi OB-320 mit 18 Schiffen. Es gab drei Tote und 46 Überlebende.

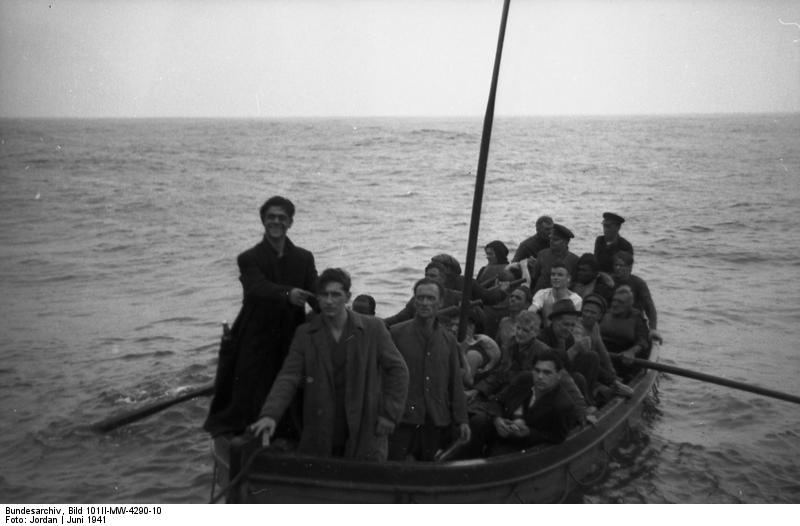
Schiffbrüchige in einem im Juni 1941 bei U 107 längsseits kommenden Boot

- 1. Juni 1941: Versenkung des britischen Motorschiffes Alfred Jones (Lage) mit 5.013 BRT. Das Schiff wurde durch drei Torpedos versenkt. Es hatte 2.000 t Militärgüter inklusive Flugzeugen, Lastkraftwagen sowie 180 t Stahl geladen. Das Schiff gehörte zum aufgelösten Konvoi OB-320 mit 16 Schiffen. Es gab 14 Tote und 50 Überlebende. Die Alfred Jones war kein Q-Schiff, es war das Schiff des Konvoi-Kommodore und seines Stabes.
- 8. Juni 1941: Versenkung des britischen Motorschiffes Adda (Lage) mit 7.816 BRT. Das Schiff wurde durch einen G7a-Torpedo versenkt. Es hatte 613 t Stückgut sowie 266 Passagiere an Bord. Das Schiff gehörte zum aufgelösten Konvoi OB-323 mit 34 Schiffen. Sieben Crewmitglieder, der Kommandant des Konvois und zwei Passagiere wurden getötet, 146 Crewmitglieder, fünf Mann Marinepersonal und 264 Passagiere wurden gerettet.
- 13. Juni 1941: Versenkung des griechischen Dampfers Pandias (Lage) mit 4.981 BRT. Der Dampfer wurde durch einen G7a-Torpedo versenkt. Er hatte 4.894 t Kohle sowie 1.050 t Militärgüter inklusive elf Spitfire Flugzeuge geladen und befand sich auf dem Weg von Newport über Tafelbucht nach Alexandria. Es gab elf Tote und 23 Überlebende.

### Dritte Unternehmung
Das Boot lief am 6. September 1941 um 19.00 Uhr von Lorient aus und lief am 11. November 1941 um 10.30 Uhr wieder dort ein. Auf dieser 66 Tage dauernden und zirka 10.140 sm über und 46 sm unter Wasser langen Unternehmung in den Mittelatlantik, den Kanarischen Inseln, der Kapverdischen Inseln und vor Freetown, wurden drei Schiffe mit 13.641 BRT versenkt. U 107 gehörte zu einer U-Bootgruppe mit dem Tarnnamen „Störtebecker“. Kommandant Heßler entdeckte am 21. September den Geleitzug Sierra Leone 87 (SL-87), der aus elf Dampfern bestand, die von einer mäßig koordinierten Sicherungsgruppe begleitet wurden. Den Maßgaben der Rudeltaktik folgend unterließ es Heßler zunächst, anzugreifen, sondern versuchte durch Meldezeichen weitere Boote heranzuführen. Als Karl-Friedrich Merten mit U 68 das Gebiet erreichte, entschloss sich auch Heßler zur Attacke. Da zunächst vier seiner Torpedos versagten und dann der Dieselmotor ausfiel, brach Heßler seine Bemühungen ab, zog sich mit U 107 zurück und griff erst zwei Tage später wieder in den Kampf um SL-87 ein.
- 24. September 1941: Versenkung des britischen Dampfers Dixcove (Lage) mit 3.790 BRT. Der Dampfer wurde durch einen Torpedo versenkt. Er hatte 3.046 t westafrikanische Produkte sowie sechs Passagiere an Bord und befand sich auf dem Weg von Port Harcourt über Freetown (Sierra Leone) nach Liverpool. Das Schiff gehörte zum Konvoi SL-87 mit elf Schiffen. Es gab zwei Tote und 56 Überlebende.
- 24. September 1941: Versenkung des britischen Dampfers John Holt (Lage) 4.975 BRT. Der Dampfer wurde durch einen Torpedo versenkt. Er hatte 4.560 t Westafrikanische Produkte sowie neun Passagiere an Bord und war auf dem Weg von Douala nach Liverpool. Das Schiff gehörte zum Konvoi SL-87 mit elf Schiffen. Es gab einen Toten und 68 Überlebende.
- 24. September 1941: Versenkung des britischen Dampfers Lafian (Lage) mit 4.876 BRT. Der Dampfer wurde durch einen Torpedo versenkt. Er hatte 5.724 t Palmkerne, 1.128 t Holz, 810 t Palmöl, Edelmetall Barren sowie vier Passagiere an Bord. Das Schiff gehörte zum Konvoi SL-87 mit elf Schiffen. Es gab keine Verluste, 46 Überlebende.

Kommandant Heßler meldete drei Schiffe mit insgesamt 26.000 BRT versenkt zu haben, überschätzte dabei aber die tatsächlich versenkte Tonnage erheblich. Zusätzlich funkte er zur Befehlsstelle, dass von SL-87 nur noch ein Schiff übrig sei, das zudem effizient bewacht werde. Dies entsprach nicht den Tatsachen. Tatsächlich waren noch fünf Schiffe erhalten – auch Kommandant Merten hatte seine Erfolge erheblich überschätzt – und die Sicherungsgruppe kämpfte mit Treibstoffmangel. Heßlers Schwiegervater Karl Dönitz entschloss sich nach Erhalt dieses irreführenden Berichts, den Angriff auf SL-87 abzubrechen.

### Vierte Unternehmung
Das Boot lief am 10. Dezember 1941 um 11.00 Uhr von Lorient aus und lief am 26. Dezember 1941 um 15.00 Uhr wieder dort ein. Auf dieser 16 Tage dauernden und zirka 3.700 sm über und 114 sm unter Wasser langen Unternehmung in den Nordatlantik, westlich von Spanien und Gibraltar, wurden keine Schiffe versenkt oder beschädigt.

### Fünfte Unternehmung
Das Boot lief am 7. Januar 1942 um 18.00 Uhr von Lorient aus und lief am 7. März 1942 um 9.56 Uhr wieder dort ein. Auf dieser 59 Tage dauernden und zirka 7.400 sm über und 252 sm unter Wasser langen Unternehmung in den Westatlantik und der US-Ostküste, wurden zwei Schiffe mit 10.850 BRT versenkt und ein Schiff mit 10.068 BRT beschädigt. U 107 wurde am 23. Februar 1942 von U 564 mit 10 m³ Brennstoff versorgt.
- 31. Januar 1942: Versenkung des britischen Tankers San Arcadio (Lage) mit 7.419 BRT. Der Tanker wurde durch drei Torpedos und 24 Schuss Artillerie versenkt. Er hatte 6.600 t Heizöl und 3.300 t Schmieröl geladen und befand sich auf dem Weg von Houston über Halifax (Nova Scotia) zum River Mersey. Es gab 41 Tote und neun Überlebende.
- 6. Februar 1942: Versenkung des US-amerikanischen Dampfers Major Wheeler mit 3.431 BRT. Der Dampfer wurde durch einen Torpedo versenkt. Er hatte 4.611 t Zucker geladen und befand sich auf dem Weg von Farjardo (Puerto Rico) nach Philadelphia. Es gab keine Verluste, 36 Überlebende.
- 21. Februar 1942: Beschädigung des norwegischen Tankers Egda mit 10.068 BRT. Der Tanker wurde durch einen Torpedo beschädigt. Er fuhr in Ballast und war auf dem Weg von Stanlow nach Aruba. Er lief in New York ein und wurde dort repariert.

### Sechste Unternehmung
Das Boot lief am 21. April 1942 um 19.45 Uhr von Lorient aus und lief am 11. Juli 1942 um 7.35 Uhr wieder dort ein. Auf dieser 81 Tage dauernden und zirka 11.400 sm über und zirka 770 sm unter Wasser langen Unternehmung in den Westatlantik, der USA-Ostküste, Kap Hatteras, New York, Delaware Bay, Diamond Riff, Cape Henry, Yucatánstraße, Floridastraße, Santaren-Kanal, Bahama-Kanal, Windward-Passage, Kuba, Jamaika, wurden sieben Schiffe mit 27.018 BRT versenkt. U 107 wurde vom 27. bis zum 28. Juni 1942 von U 459 mit 43 m³ Brennstoff versorgt.
- 29. Mai 1942: Versenkung des britischen Dampfers Western Head (Lage) mit 2.599 BRT. Der Dampfer wurde durch zwei Torpedos versenkt. Er hatte 3.710 t Zucker geladen und befand sich auf dem Weg von Port Antonio und Kingston nach Sydney (Nova Scotia). Es gab 24 Tote und sechs Überlebende.
- 1. Juni 1942: Versenkung des panamaischen Dampfers Bushranger (Lage) mit 4.536 BRT. Der Dampfer wurde durch einen Torpedo versenkt. Er hatte Bauxit geladen und befand sich auf dem Weg nach New York. Es gab 17 Tote und 26 Überlebende.
- 7. Juni 1942: Versenkung des honduranischen Dampfers Castilla (Lage) mit 3.910 BRT. Der Dampfer wurde durch einen Torpedo versenkt. Er hatte Mehl geladen und befand sich auf dem Weg nach Kingston (Jamaika). Es gab 24 Tote und 35 Überlebende.
- 8. Juni 1942: Versenkung US-amerikanischen Dampfers Suwied (Lage) mit 3.249 BRT. Der Dampfer wurde durch einen G7a-Torpedo versenkt. Er hatte 4.970 t Bauxit geladen und befand sich auf dem Weg von Kingston (Jamaika) nach Mobile. Es gab sechs Tote und 24 Überlebende.
- 10. Juni 1942: Versenkung des US-amerikanischen Dampfers Merrimack (Lage) mit 2.606 BRT. Der Dampfer wurde durch einen G7a-Torpedo versenkt. Ladung und Verluste unbekannt.
- 19. Juni 1942: Versenkung des US-amerikanischen Segelschiffes Cheerio (Lage) mit 35 BRT. Der Segler wurde durch Artillerie versenkt. Er hatte Mahagoni-Holz geladen. Es gab keine Verluste, neun Überlebende.
- 26. Juni 1942: Versenkung des niederländischen Dampfers Jagersfontein (Lage) mit 10.082 BRT. Der Dampfer wurde durch zwei Torpedos versenkt. Er hatte 9.000 t Stückgut inklusive Blei, Kupfer, Harze, Karbon sowie 98 Passagiere an Bord. Es gab keine Verluste, 154 Überlebende.

### Siebente Unternehmung
Das Boot lief am 15. August 1942 um 19.30 Uhr von Lorient aus und lief am 18. November 1942 um 10.30 Uhr wieder dort ein. Auf dieser 95 Tage dauernden und zirka 14.500 sm über und 731 sm unter Wasser langen Unternehmung in den Mittelatlantik, vor Lissabon, Sierra Leone, vor Freetown, den Kanarischen- und den Kapverdischen Inseln, wurden drei Schiffe mit 23.508 BRT versenkt. U 107 wurde am 25. September 1942 von U 460 mit 63 m³ Brennstoff und Proviant, und am 3. November 1942 von U 462 mit 42 m³ Brennstoff, versorgt. Es gehörte zur U-Bootgruppe mit dem Tarnnamen „Blücher“.
- 3. September 1942: Versenkung des britischen Dampfers Hollinside (Lage) mit 4.172 BRT. Der Dampfer wurde durch zwei Torpedos versenkt. Er fuhr in Ballast und war auf dem Weg von Lissabon nach Almería. Das Schiff gehörte zu einem uneskortierten Konvoi aus fünf Schiffen. Es gab drei Tote und 47 Überlebende (darunter sechs Mann der Avila Star, die am 6. Juli 1942 von U 201 versenkt worden war).
- 3. September 1942: Versenkung des belgischen Dampfers Penrose (Lage) mit 4.393 BRT. Der Dampfer wurde durch zwei Torpedos versenkt. Er fuhr in Ballast und war auf dem Weg von Lissabon nach Südspanien. Es gab zwei Tote und 43 Überlebende.
- 7. Oktober 1942: Versenkung des britischen Dampfers Andalucia Star (Lage) mit 14.943 BRT. Der Dampfer wurde durch vier Torpedos versenkt. Er hatte 5.374 t Gefrierfleisch, 32 t Eier sowie 85 Passagiere an Bord und war auf dem Weg von Buenos Aires (Argentinien) über Freetown (Sierra Leone) nach Liverpool. Drei Crewmitglieder und ein Passagier wurden getötet, 166 Crewmitglieder und 84 Passagiere wurden gerettet.

### Achte Unternehmung
Das Boot lief am 30. Januar 1943 um 16.00 Uhr von Lorient aus und lief am 25. März 1943 um 10.45 Uhr wieder dort ein. Auf dieser 55 Tage dauernden und zirka 6.780 sm über und zirka 750 sm unter Wasser langen Unternehmung in den Atlantik, vor Portugal, den Azorischen Inseln, und vor Marokko, wurden fünf Schiffe mit 25.177 BRT versenkt. U 107 gehörte zu den U-Bootgruppen mit den Tarnnamen „Hartherz“, „Delphin“ und „Robbe“.
- 22. Februar 1943: Versenkung des britischen Motorschiffes Roxburgh Castle (Lage) mit 7.801 BRT. Das Schiff wurde durch zwei Torpedos versenkt. Es hatte 1.030 t Chemische Produkte sowie Post geladen und befand sich auf dem Weg von Glasgow nach Buenos Aires (Argentinien). Es gab keine Verluste, 64 Überlebende. Kommandant Gelhaus ließ auftauchen und lenkte  107 zwischen die Rettungsboote der Roxburgh Castle. Er erkundigte sich nach dem Zustand der Überlebenden und fragte, ob diese etwas benötigen würden. Als diese verneinten, entschuldigte er sich für das Versenken des Schiffes, nannte Entfernung und Lage der nächstgelegenen Hafenstadt und wünschte der britischen Besatzung Glück.[1]
- 13. März 1943: Versenkung des britischen Dampfers Oporto (Lage) mit 2.352 BRT. Der Dampfer wurde durch einen Torpedo versenkt. Er hatte 1.500 t Kupfersulphat, 413 t Saatgut, Kartoffeln sowie 7 t Post geladen und befand sich auf dem Weg von Liverpool nach Sevilla. Das Schiff gehörte zum Konvoi OS-44 mit 48 Schiffen. Es gab 43 Tote und vier Überlebende.
- 13. März 1943: Versenkung des niederländischen Dampfers Sembilangan (Lage) mit 4.990 BRT. Der Dampfer wurde durch einen Torpedo versenkt. Er hatte 6.457 t Stückgut geladen und war auf dem Weg von Liverpool nach Alexandria (Ägypten). Das Schiff gehörte zum Konvoi OS-44 mit 48 Schiffen. Es gab 86 Tote und einen Überlebenden.
- 13. März 1943: Versenkung des britischen Dampfers Clan Alpine (Lage) mit 5.442 BRT. Der Dampfer wurde durch einen Torpedo versenkt. Er hatte 7.374 t Stückgut sowie 4.000 t Militärgüter geladen und befand sich auf dem Weg von Liverpool zur Walfischbucht und Port Sudan. Das Schiff gehörte zum Konvoi OS-44 mit 48 Schiffen. Es gab keine Verluste, 69 Überlebende.
- 13. März 1943: Versenkung des britischen Dampfers Marcella (Lage) mit 4.592 BRT. Der Dampfer wurde durch zwei Torpedos versenkt. Er hatte 500 t Stückgut sowie 6.800 t Munition geladen und befand sich auf dem Weg von Manchester und dem Clyde nach Freetown (Sierra Leone) und Kapstadt (Südafrika). Das Schiff gehörte zum Konvoi OS-44 mit 46 Schiffe. Es war ein Totalverlust mit 44 Toten.

### Neunte Unternehmung
Das Boot lief am 24. April 1943 um 18.00 Uhr von Lorient aus und lief am 26. Mai 1943 um 18.50 Uhr wieder dort ein. Auf dieser 43 Tage dauernden und zirka 4.100 sm über und zirka 450 sm unter Wasser langen Unternehmung in den Nordatlantik, Neufundland, sowie dem mittleren Nordatlantik, wurde ein Schiff mit 12.411 BRT versenkt. U 107 wurde am 17. Mai 1943 von U 231 mit 21 m³ Brennstoff versorgt. Es gehörte zu den U-Bootgruppen mit den Tarnnamen „Amsel“ und „Elbe“.
- 1. Mai 1943: Versenkung des britischen Motorschiffes Port Victor (Lage) mit 12.411 BRT. Das Schiff wurde durch fünf Torpedos versenkt. Es hatte 7.600 t Gefrierfleisch, 2.000 t Stückgut sowie 65 Passagiere an Bord und war auf dem Weg von Buenos Aires (Argentinien) und Montevideo nach Liverpool. 14 Crewmitglieder und fünf Passagiere kamen ums Leben, 85 Crewmitglieder und 60 Passagiere wurden gerettet.

### Zehnte Unternehmung
Das Boot lief am 28. Juli 1943 um 10.00 Uhr von Lorient aus und lief am 3. Oktober 1943 um 16.15 Uhr wieder dort ein. Auf dieser 68 Tage dauernden und zirka 7.500 sm über und 1.300 sm unter Wasser langen Unternehmung in den Westatlantik und der USA-Ostküste, bei der zwölf Minen vor Charleston (South Carolina) gelegt wurden, wurde ein Schiff mit 7.176 BRT beschädigt.
- 28. August 1943: Beschädigung des US-amerikanischen Dampfers Albert Gallatin mit 7.176 BRT. Der Dampfer wurde durch zwei Torpedos beschädigt. Er wurde am 2. Januar 1944 vom japanischen U-Boot I-26 versenkt.

### Elfte Unternehmung
Das Boot lief am 10. November 1943 um 17.00 Uhr von Lorient aus und lief am 12. November 1943 um 13.00 Uhr in St. Nazaire zur Reparatur und Torpedoübernahme ein. Es lief am 16. November um 17.55 Uhr von dort wieder aus und lief am 8. Januar 1944 um 11.50 Uhr wieder in Lorient ein. Auf dieser 53 Tage dauernden und zirka 5.550 sm über und 1.379 sm unter Wasser langen Unternehmung in den Atlantik, Kap Finisterre, Cape St. Vincent und der westlichen Biscaya, wurden keine Schiffe versenkt oder beschädigt. U 107 gehörte zu den Gruppen mit den Tarnnamen „Weddigen“, „Coronel“, „Coronel 3“ und „Borkum“. Nach dieser Unternehmung wurde U 107 mit einer Schnorchelanlage ausgerüstet.

### Zwölfte Unternehmung
Das Boot lief am 30. April 1944 um 21.20 Uhr von Lorient aus und lief am 2. Mai 1944 um 6.35 Uhr, nach Schwierigkeiten mit der Schnorchelanlage, wieder dort ein. Es lief am 10. Mai 1944 um 21.00 Uhr wieder aus Lorient aus, und am 23. Juli 1944 um 5.20 Uhr wieder dort ein. Auf dieser 78 Tage dauernden und zirka 4.210 sm über und zirka 2.680 sm unter Wasser langen Unternehmung in den Westatlantik, Nova Scotia, Neufundland und vor New York, wurde ein Schiff mit 148 BRT beschädigt.
- 13. Juni 1944: Beschädigung des US-amerikanischen Segelschiffes Lark mit 148 BRT. Der Segler wurde durch Artillerie beschädigt.

Kommandant von Simmermacher hatte den Schoner zunächst mit zwei Torpedos angegriffen, die allerdings beide fehlgingen., Dann ließ er auftauchen und beschoss das Fischerboot mit der Decksartillerie. Die Besatzung der Lark ging von Bord und entfernte sich zunächst in Rettungsbooten. Nachdem das deutsche U-Boot verschwunden war, kamen die Fischer zurück, machten den Segler wieder flott und brachten die Lark nach Boston. Eine alarmierte U-Jagdgruppe um den Geleitflugzeugträger Wake Island nahm die Verfolgung auf, aber Kommandant von Simmermacher konnte mit U 107 entkommen.

### Dreizehnte Unternehmung
Das Boot lief am 16. August 1944 von Lorient aus und wurde am 18. August 1944 versenkt. Es sollte von La Pallice Schnorchelanlagen holen und diese nach Norwegen transportieren. Auf dieser drei Tage dauernden Unternehmung in der Biscaya wurden keine Schiffe versenkt oder beschädigt.

## Verbleib
Das Boot wurde am 18. August 1944 in der Biskaya westlich von La Rochelle durch ein Flugboot vom Typ Sunderland W der britischen Squadron 201 auf der Position 46° 46′ N, 3° 49′ W im Marine-Planquadrat BF 6472 versenkt. Alle 58 Besatzungsmitglieder kamen ums Leben.